# Radeon HD 8000 (серія відеокарт)
Radeon HD 8000 — це сімейство комп'ютерних графічних процесорів, розроблених AMD. Спочатку ходили чутки, що AMD випустить сімейство у другому кварталі 2013 року з картами, виготовленими за технологією 28 нм і з використанням покращеної архітектури Graphics Core Next. Однак серія 8000 виявилася заміною OEM серії 7000 (хоча Bonaire - це чип на основі GCN 2.0, тому він є новішою розробкою).

## Архітектура
Серія Radeon HD 7000 була випущена в 2011 році і ознаменувала перехід AMD від VLIW (TeraScale) до архітектури RISC/SIMD (Graphics Core Next). Основні карти вищого класу були оснащені чипами на основі GCN, тоді як деякі з них середнього класу були просто перейменовані картками на основі TeraScale. Усі чипи на основі GCN були виготовлені з використанням 28 нм техпроцесу, вони стали першими хто використав цей техпроцес. Чипи на основі GCN для настільних карт отримали кодову назву  Southern Islands, а мобільні (знову ж таки, тільки на основі GCN, а не з ребрендингом) отримали кодову назву Solar System.

### Підтримка кількох моніторів
Вбудовані контролери дисплея AMD Eyefinity були представлені у вересні 2009 року в серії Radeon HD 5000 і з тих пір присутні у всіх продуктах.

### Прискорення відео
Що Unified Video Decoder, що Video Coding Engine присутній на кристалах на основі GCN (починаючи з серії GCN 1.0 HD 7000). Підтримується AMD Catalyst і безкоштовним драйвером графічного пристрою з відкритим вихідним кодом.

### OpenCL (API)
OpenCL прискорює багато наукових пакетів програмного забезпечення від процесора до фактора 10 або 100 і більше. OpenCL від 1.0 до 1.2 підтримуються для всіх мікросхем з Terascale і GCN. OpenCL 2.0 підтримується GCN 2-го покоління (або 1.2 і вище). Для OpenCL 2.1 та 2.2 необхідні лише оновлення драйверів із картами, що відповідають OpenCL 2.0.

### Vulkan (API)
API Vulkan 1.0 підтримується всіма відеокартами з архітектурою GCN. Vulkan 1.1 (GCN 2-го покоління або 1.2 і вище) з останніми драйверами для Linux та Windows, 2018 року (лише HD 8770). На новіших драйверах Vulkan 1.1 для Windows і Linux підтримується всіма графічними процесорами на основі архітектури GCN. Vulkan 1.2 доступний для GCN 2-го покоління або вище з Windows Adrenalin 20.1 (і новіші) та Linux Mesa 20.0 (і новіші).

## Модельний ряд

### Настільні моделі
- Graphics Core Next (GCN) підтримує Mantle API і Vulkan
- OpenGL 4.5 для Terascale 2 підтримується з AMD Crimson Beta (версія драйвера 15.30 або вище)
- OpenGL 4.5 і Vulkan 1.0 для GCN 1.0 і вище, підтримується з AMD Crimson 16.3 або вище.[14][15]
- Vulkan 1.1 для GCN 1.0 і вище, підтримується з AMD Adrenalin 18.3.3 або вище.[16]

| Модель         | Дата виходу    | Кодове ім'я   | Архітектура і техпроцес     | Транзистори (млн шт.) | Площа ядра (мм2) | Інтерфейс вводу-виводу | Обсяг пам'яті (МБ) | Частота    | Частота       | Конфігурація ядра 1 | Пікова швидкість заповнення | Пікова швидкість заповнення | Пам'ять                    | Пам'ять    | Пам'ять           | GFLOPS        | GFLOPS      | Енерго- споживання (Вт) |
| Модель         | Дата виходу    | Кодове ім'я   | Архітектура і техпроцес     | Транзистори (млн шт.) | Площа ядра (мм2) | Інтерфейс вводу-виводу | Обсяг пам'яті (МБ) | ядра (МГц) | пам'яті (МГц) | Конфігурація ядра 1 | (ГП/с)                      | (ГТ/с)                      | Пропускна здатність (GB/с) | Тип        | Ширина шини (Bit) | Одинарна      | Подвійна    | Енерго- споживання (Вт) |
| -------------- | -------------- | ------------- | --------------------------- | --------------------- | ---------------- | ---------------------- | ------------------ | ---------- | ------------- | ------------------- | --------------------------- | --------------------------- | -------------------------- | ---------- | ----------------- | ------------- | ----------- | ----------------------- |
| Radeon HD 8350 | 8 січня 2013   | Cedar         | TeraScale 2 (40 нм)         | 292 × 10 6            | 59               | PCIe 2,1 ×16           | 256 512            | 400-650    | 400-800       | 80: 8: 4            | 1.6 2.6                     | 3.2 5.2                     | 6.4 12.8                   | DDR2 DDR3  | 64                | 104           | Невідомо    | 19.1                    |
| Radeon HD 8450 | 8 січня 2013   | Caicos        | TeraScale 2 (40 нм)         | 370 × 10 6            | 67               | PCIe 2,1 ×16           | 512                | 625        | 533           | 160: 8: 4           | 2.5                         | 5.0                         | 8.53                       | DDR3       | 64                | 200           | Невідомо    | 18                      |
| Radeon HD 8470 | 8 січня 2013   | Caicos        | TeraScale 2 (40 нм)         | 370 × 10 6            | 67               | PCIe 2,1 ×16           | 1024               | 750        | 800           | 160: 8: 4           | 3.0                         | 6,0                         | 25.6                       | GDDR5      | 64                | 240           | Невідомо    | 35                      |
| Radeon HD 8490 | 23 липня 2013  | Caicos        | TeraScale 2 (40 нм)         | 370 × 10 6            | 67               | PCIe 2,1 ×16           | 1024               | 875        | 900           | 160: 8: 4           | 3,5                         | 7,0                         | 28.8                       | GDDR5      | 64                | 280           | Невідомо    | 35                      |
| Radeon HD 8570 | 8 січня 2013   | Oland         | GCN 1- го покоління (28 нм) | 1040 × 10 6           | 90               | PCIe 3.0 ×8            | 2048               | 730        | 900 1150      | 384: 24: 8          | 6,4                         | 19,2                        | 28.8 72                    | DDR3 GDDR5 | 128               | 560           | 35          | 66                      |
| Radeon HD 8670 | 8 січня 2013   | Oland         | GCN 1- го покоління (28 нм) | 1040 × 10 6           | 90               | PCIe 3.0 ×8            | 2048               | 1000       | 1150          | 384: 24: 8          | 8                           | 24                          | 72                         | GDDR5      | 128               | 768           | 48          | 86                      |
| Radeon HD 8730 | 5 вересня 2013 | Cape Verde LE | GCN 1- го покоління (28 нм) | 1500 × 10 6           | 123              | PCIe 3,0 ×16           | 1024               | 800        | 1125          | 384: 24: 8          | 6,4                         | 19,2                        | 72                         | GDDR5      | 128               | 614.4         | 44.8        | 47                      |
| Radeon HD 8760 | 8 січня 2013   | Cape Verde XT | GCN 1- го покоління (28 нм) | 1500 × 10 6           | 123              | PCIe 3,0 ×16           | 2048               | 1000       | 1125          | 640: 40: 16         | 16                          | 40                          | 72                         | GDDR5      | 128               | 1280          | 80          | 80                      |
| Radeon HD 8770 | 2 вересня 2013 | Bonaire XT    | GCN 2- го покоління (28 нм) | 2080 × 10 6           | 160              | PCIe 3,0 ×16           | 2048               | 1000       | 1500          | 896: 56: 16         | 16,0                        | 56,0                        | 96                         | GDDR5      | 128               | 1792          | 128         | 85                      |
| Radeon HD 8870 | 8 січня 2013   | Pitcairn XT   | GCN 1- го покоління (28 нм) | 2800 × 10 6           | 212              | PCIe 3,0 ×16           | 2048               | 1000       | 1200          | 1280: 80: 32        | 32                          | 80                          | 153.6                      | GDDR5      | 256               | 2560          | 160         | 150                     |
| Radeon HD 8950 | 8 січня 2013   | Tahiti Pro    | GCN 1- го покоління (28 нм) | 4313 × 10 6           | 352              | PCIe 3,0 ×16           | 3072               | 850 925    | 1250          | 1792: 112: 32       | 27,2 29,6                   | 95,2 103,6                  | 240                        | GDDR5      | 384               | 3046.4 3315.2 | 761.6 828.8 | 225                     |
| Radeon HD 8970 | 8 січня 2013   | Tahiti XT2    | GCN 1- го покоління (28 нм) | 4313 × 10 6           | 352              | PCIe 3,0 ×16           | 3072               | 1000 1050  | 1500          | 2048: 128: 32       | 32 33,6                     | 128,0 134,4                 | 288                        | GDDR5      | 384               | 4096 4301     | 1024 1075   | 250                     |
| Radeon HD 8990 | 24 квітня 2013 | Malta         | GCN 1- го покоління (28 нм) | 2 × 4313 × 10 6       | 2 × 352          | PCIe 3,0 ×16           | 2 × 3072           | 950 1000   | 1500          | 2 × 2048: 128: 32   | 2 × 32                      | 2 × 128                     | 2 × 288                    | GDDR5      | 384               | 7782 8192     | 1946 2048   | 375                     |

### APU

#### Настільні варіанти
| Модель          | Дата виходу     | Кодове ім'я | Архітектура і техпроцес | Частота ядра (МГц) | Конфігурація ядра | Пікова швидкість заповнення | Пікова швидкість заповнення | Пам'ять | Пам'ять           | GFLOPS   | GFLOPS   | Максимальне енерго- споживання (Вт) | Інтегрований відеочип у APU |
| Модель          | Дата виходу     | Кодове ім'я | Архітектура і техпроцес | Частота ядра (МГц) | Конфігурація ядра | (ГП/с)                      | (ГТ/с)                      | Тип     | Ширина шини (Bit) | Одинарна | Подвійна | Максимальне енерго- споживання (Вт) | Інтегрований відеочип у APU |
| --------------- | --------------- | ----------- | ----------------------- | ------------------ | ----------------- | --------------------------- | --------------------------- | ------- | ----------------- | -------- | -------- | ----------------------------------- | --------------------------- |
| Radeon HD 8370D | 19 березня 2013 | Scrapper    | TeraScale 3 (32 нм)     | 760                | 128:8:4           | 3.04                        | 6.08                        | DDR3    | 128               | 3.04     | 6.08     | Невідомо                            | AMD A4-6300                 |
| Radeon HD 8470D | 19 березня 2013 | Scrapper    | TeraScale 3 (32 нм)     | 800                | 192:12:4          | 3.20                        | 9.60                        | DDR3    | 128               | 307.2    | Так      | Невідомо                            | AMD A6-6400                 |
| Radeon HD 8570D | 19 березня 2013 | Devastator  | TeraScale 3 (32 нм)     | 800 844            | 256:16:8          | 6.40                        | 12.8                        | DDR3    | 128               | 432.1    | Так      | Невідомо                            | AMD A8-6500, 6600K          |
| Radeon HD 8670D | 19 березня 2013 | Devastator  | TeraScale 3 (32 нм)     | 844                | 384:24:8          | 6.75                        | 20.3                        | DDR3    | 128               | 648.2    | Так      | Невідомо                            | AMD A10-6700, 6800K         |

#### Мобільні інтегровані варіанти
| Модель          | Дата виходу     | Кодове ім'я | Архітектура і техпроцес | Частота ядра (МГц) | Конфігурація ядра | Пікова швидкість заповнення | Пікова швидкість заповнення | Пам'ять | Пам'ять           | GFLOPS        | GFLOPS   | Максимальне енерго- споживання (Вт) | Інтегрований відеочип у APU |
| Модель          | Дата виходу     | Кодове ім'я | Архітектура і техпроцес | Частота ядра (МГц) | Конфігурація ядра | (ГП/с)                      | (ГТ/с)                      | Тип     | Ширина шини (Bit) | Одинарна      | Подвійна | Максимальне енерго- споживання (Вт) | Інтегрований відеочип у APU |
| --------------- | --------------- | ----------- | ----------------------- | ------------------ | ----------------- | --------------------------- | --------------------------- | ------- | ----------------- | ------------- | -------- | ----------------------------------- | --------------------------- |
| Radeon HD 8310G |                 |             | TeraScale 3 (32 нм)     | 424 (554)          | 128:8:4           |                             |                             | DDR3L   | 128               |               | Невідомо | Невідомо                            | AMD A4-5145M                |
| Radeon HD 8350G | 13 березня 2013 |             | TeraScale 3 (32 нм)     | 514 (720)          | 128:8:4           | 2.06                        | 4.11                        | DDR3L   | 128               | 131.6 (184.3) | 32.9     | Невідомо                            | AMD A4-5150M                |
| Radeon HD 8410G | Травень 2013    | Scrapper    | TeraScale 3 (32 нм)     | 450 (600)          | 192:24:4          | 1.80                        | 10.80                       | DDR3L   | 128               | 172.8 (230.4) | Невідомо | Невідомо                            | AMD A6-5345M                |
| Radeon HD 8450G | 23 травня 2013  | Scrapper    | TeraScale 3 (32 нм)     | 533 (720)          | 192:24:4          | 2.17                        | 17.33                       | DDR3L   | 128               | 204.7 (276.5) | Невідомо | 35                                  | AMD A6-535xM                |
| Radeon HD 8510G | Травень 2013    | Scrapper    | TeraScale 3 (32 нм)     | 450 (554)          | 384:48:8          | 3.60                        | 21.60                       | DDR3L   | 128               | 351.9 (425.5) | Невідомо | 19                                  | AMD A8-5545M                |
| Radeon HD 8550G | 13 березня 2013 | Devastator  | TeraScale 3 (32 нм)     | 515 (720)          | 256:16:8          | 4.12                        | 8.24                        | DDR3L   | 128               | 263.7 (368.6) | Невідомо | Невідомо                            | AMD A8-555xM                |
| Radeon HD 8610G | Травень 2013    | Devastator  | TeraScale 3 (32 нм)     | 533 (626)          | 384:24:8          |                             |                             | DDR3L   | 128               | 409.3 (489.8) | Невідомо | Невідомо                            | AMD A10-5745M               |
| Radeon HD 8650G | 13 березня 2013 | Devastator  | TeraScale 3 (32 нм)     | 533 (720)          | 384:24:8          | 4.26                        | 12.8                        | DDR3L   | 128               | 409.3 (553.0) | Невідомо | Невідомо                            | AMD A10-575xM               |